# Alexis Gamiño García
Rocío Alexis Gamiño García (16 de junio de 1988) es una política mexicana que hasta 2022 fue miembro del Partido Verde Ecologista de México (PVEM), fue diputada federal de 2021 a 2022.

## Biografía
Alexis Gamiño es licenciada en Arquitectura egresada del Instituto Tecnológico y de Estudios Superiores de Monterrey, carrera que ejerció de forma particular como microempresaria. Formó parte de la organización Líderes por el Cambio Climático.
En las Elecciones estatales de 2009 fue candidata a presidental municipal de Coacalco de Berriozábal, y posteriormente en 2021 laboró en la Cartera de Mujeres del PVEM.
En 2021 fue electa diputada federal suplente por el Distrito 6 del estado de México como parte de la coalición Juntos Hacemos Historia, siendo propietaria de la misma Ali Sayuri Núñez Meneses, quien una semana después de haber rendido protesta, el 7 de septiembre de 2021 solicitó y obtuvo licencia indefinida al cargo, asumiendo el mismo día la diputación Alexis Gamiño.
En la LXV Legislatura se integró en el grupo parlamentario del PVEM y fue secretaria de las comisiones de Cambio Climático y Sostenibilidad; y de Juventud; así como integrante de la comisión de Derechos de la Niñez y Adolescencia.
Cobró notoriedad cuando el 17 de abril de 2022 al discutirse en la Cámara de Diputados la propuesta de reforma constitucional en materia eléctrica enviada por el presidente Andrés Manuel López Obrador, fue una de las dos únicas legisladoras —el otro fue Andrés Pintos Caballero— de su grupo parlamentario en votar en contra de ella, junto con los grupos parlamentarios opositores al gobierno y que lograron que se rechazara. Manifestó haber votado en este sentido en consecuencia a la defensa del medio ambiente, debido a ello al día siguiente, 18 de abril, el PVEM la expulsó de su grupo parlamentario. Tras permanecer como diputada sin partido desde dicha fecha, cesó como diputada el 27 de abril siguiente, cuando la propietaria Ali Sayuri Núñez Meneses se reintegró al cargo y se sumó al grupo parlamentario del Partido Acción Nacional, Gamiño denunció que su desplazamiento se debió a no haberse querido integrar a algún partido político.